# Àlvar II d'Àger

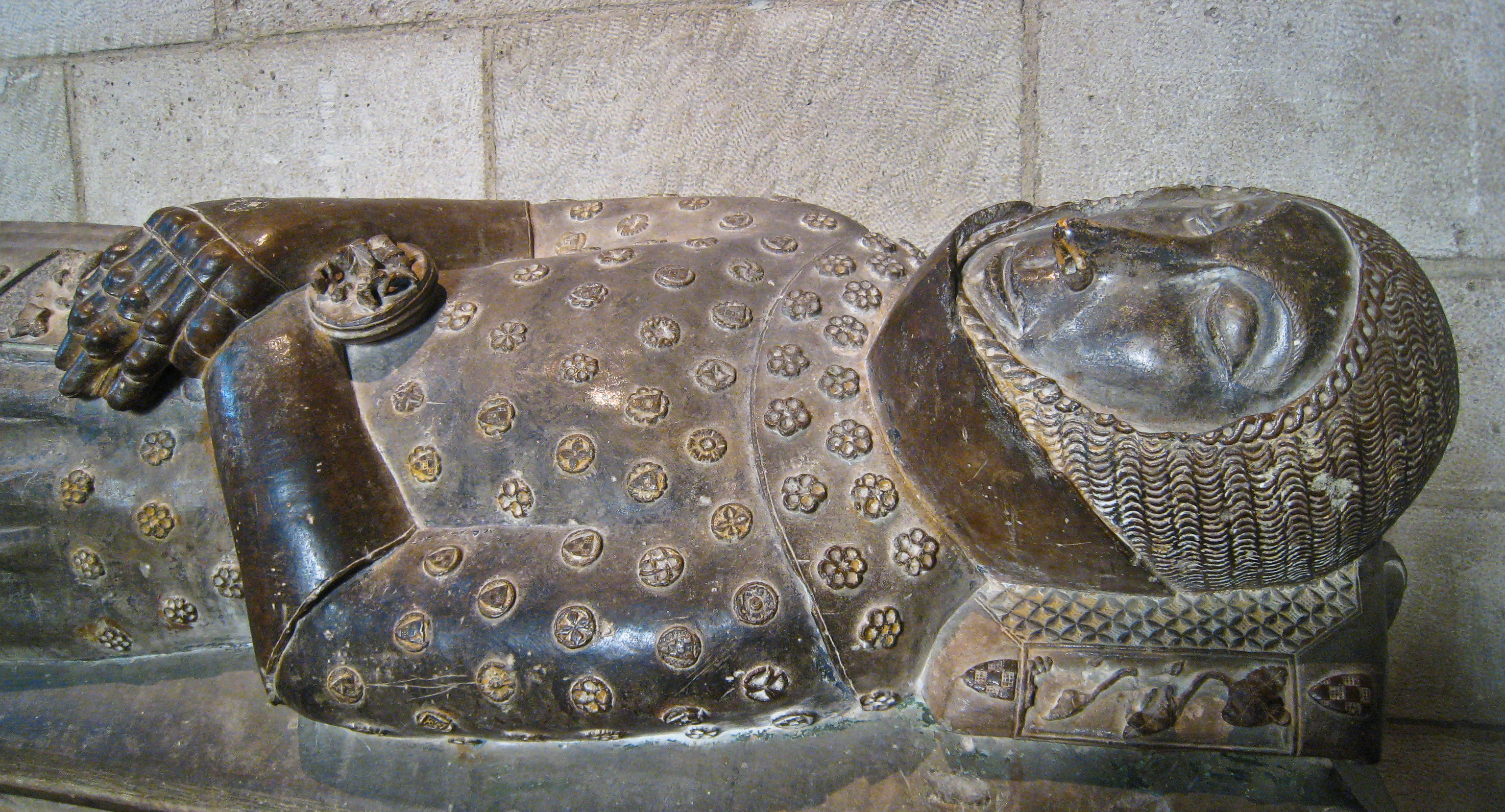
Sepulcre d'Àlvar II d'Àger a The Cloisters de Nova York.

Àlvar II d'Àger (ca. 1275 - 1299) fou vescomte d'Àger.
Quan el seu germà gran Ermengol X d'Urgell, vescomte d'Àger (1267-1268) va heretar el comtat d'Urgell (1268) va cedir el vescomtat d'Àger a Àlvar, que llavors tenia uns 13 anys, i que el va governar fins a la seva mort el 1299, traspassant sense descendència el 1299; llavors Ermengol X va recuperar el vescomtat. Àlvar va morir a Sicília, lluny de casa, i fou enterrat en un sepulcre a Bellpuig de les Avellanes (Lleida).

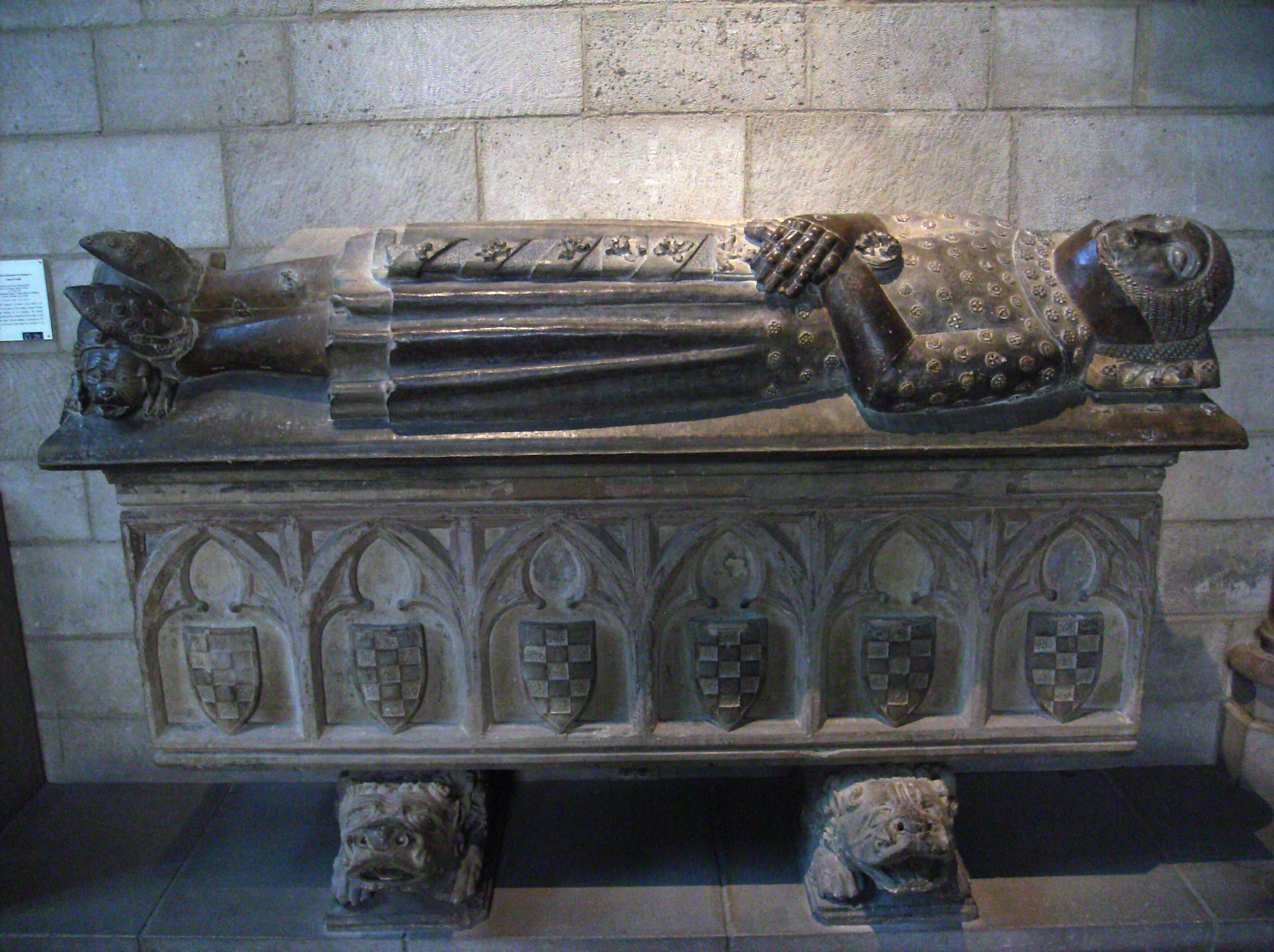
Sepulcre d'Àlvar II d'Àger